# 哥伦比亚—尼加拉瓜关系
哥伦比亚－尼加拉瓜关系指的是哥伦比亚共和国和尼加拉瓜共和国之间的双边关系。两国之间有领土争端，且对哥伦比亚反政府组织哥武的看法有所争议。
这两个西班牙语美洲国家之间在位于加勒比海上靠近尼加拉瓜海岸线的圣安德列斯-普罗维登西亚和圣卡塔利娜群岛省一些岛屿和浅滩以及附近15万平方公里海域存在领土争端。存在争议的领土包括：岛屿圣安德烈斯岛、普罗维登西亚岛和圣卡塔利娜岛，浅滩龙卡多尔浅滩、塞拉纳浅滩、塞拉尼拉浅滩和基塔苏浅滩等。海域争议即群岛以西15万平方公里海域，到哥伦比亚主张成为边界的西经82度线为止，但尼加拉瓜不承认这条边界，国际法院站边尼加拉瓜。两国之间不断在这些地区发生冲突。自1931年美国占领尼加拉瓜期间签署条约以来，该群岛一直处于哥伦比亚的控制之下，目前哥伦比亚仍是这些岛屿的实控方。

## 历史

### 中美洲战争
1985年，在尼加拉瓜的桑迪尼斯塔革命期间，哥伦比亚总统贝坦库尔领导的哥伦比亚是包括巴拿马、墨西哥和委内瑞拉在内的康塔多拉集团的一部分。联合国派出支助小组，旨在促进萨尔瓦多、尼加拉瓜和危地马拉的和平，这些国家陷入了内部武装冲突。

### 圣安德烈斯群岛与海事纠纷

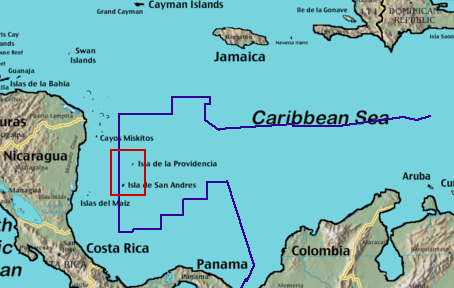
圣安德列斯-普罗维登西亚群岛的位置

哥伦比亚认为，1928年至1930年签署的埃斯古拉-布尔肯纳斯条约支持他们对这些岛屿的主权主张。
尼加拉瓜认为在该条约签署时，尼加拉瓜被美国入侵，所以埃斯古拉-布尔肯纳斯条约应无效。之后根据1948年签署的波哥大公约提出上诉，因为根据该公约第31条，两国应遵守国际法院（ICJ）的裁决。哥伦比亚认为该公约无效，因为同一公约第6条规定，该协定不适用于先前解决的涉及埃斯古拉-布尔肯纳斯条约的争端。

#### 国际法院判决
2001年12月6日，尼加拉瓜向国际法院（ICJ）起诉哥伦比亚，试图解决这一争端。
尼加拉瓜总统丹尼尔·奥尔特加还声称，哥伦比亚离圣安德烈斯太远，无法对这些地方拥有主权，并指责哥伦比亚是“帝国主义”和“扩张主义者”。2007年12月12日，奥尔特加还下令尼加拉瓜军队做好与哥伦比亚战斗的准备。哥伦比亚政府答复称，他们将等待国际法院的判决，并称不会去理会奥尔特加的主张。
2007年12月13日上午10时，国际法院最终作出决议。法院最终结束了哥伦比亚对圣安德烈斯群岛主权的长期争议，将其中3个较大的岛屿主权判给哥伦比亚，并表示国际法院对海事纠纷的其他方面也具有管辖权。
2012年11月19日，国际法院将哥伦比亚与尼加拉瓜存在主权争议但此前未判定主权的7个岛屿判属哥伦比亚，原因是哥伦比亚对这些岛屿行使主权的时间更为久远。但将圣安德烈斯群岛附近部分海域判给尼加拉瓜。

#### 尼加拉瓜再次提起诉讼
2013年，尼加拉瓜称其海上领土主权受到侵犯，因哥伦比亚骚扰其运输船只，并向国际法院再次提起诉讼。就国际法院是否具有管辖权这一问题，哥伦比亚与国际法院意见不一，但最终国际法院以波哥大公约的第31条驳回了哥伦比亚，称其具有管辖权。

#### 未解决的海事纠纷
哥伦比亚报纸观察家报说，尼加拉瓜可以通过这种方式获得领土，通过开启一个新的裁决来解决以前在任何协议或条约中都没有确定的海上边界，以及龙卡多尔、基塔苏和塞拉纳浅滩。关于哥伦比亚主张作为边界的西经82度线，尼加拉瓜则希望从中获得并扩大领土。
哥伦比亚前总统阿尔瓦罗·乌里韦和外交部长费尔南多·阿拉霍表示，哥伦比亚需要证明浅滩也是哥伦比亚的一部分。乌里韦总统说，目前签署的埃斯古拉-布尔肯纳斯条约对浅滩没有任何规定，因此哥伦比亚正在与美国就解决这些问题的主权进行讨论，但这并不是因为尼加拉瓜声称这些，并指出哥伦比亚已经慷慨地放弃了哥伦比亚先前要求的蚊子海岸。

## 奥尔特加对人道主义交流的评论
2007年12月14日，尼加拉瓜总统奥尔特加在对哥伦比亚政府和哥伦比亚革命武装力量游击队正在进行的人道主义交流过程发表讲话后引发争议。奥尔特加就称哥伦比亚革命武装力量为“兄弟”以释放被劫持的英格丽德·贝当古等问题发表了看法，并称哥政府想借贝当古的死来指责哥伦比亚革命武装力量。
哥伦比亚政府认为这些言论是对哥伦比亚内部事务的干预，并向尼加拉瓜发出了抗议声明。哥伦比亚政府认为用熟人之间的语言来称呼毒品组织头目的做法是不恰当的。

## 断交风波
2008年3月6日，尼加拉瓜总统奥尔特加宣布与哥伦比亚断绝外交关系，以回应哥伦比亚军队此前越境进入厄瓜多尔杀死包括高级领导人劳尔·雷耶斯在内的多名哥伦比亚革命武装力量成员，并表示将在哥伦比亚与厄瓜多尔的冲突中支持厄瓜多尔。